# Псхациевы
Псхаци́евы (осет. Псхацъæтæ) — осетинская фамилия.

## Антропонимика
Из кабардинского псыхьа ‘испытанный, закаленный’ + цIэ ‘имя, кличка, название’ — буквально ‘испытанное имя’.

## Происхождение
Предком этой фамилии считается кабардинец. Он жил в селении Даргавс, у него был сын Псхаца. Впоследствии Псхаца создал семью и дал детям фамилию Псхациевых. С того времени сменилось семь поколений.

## Генеалогия
Родственными фамилиями (осет. æрвадæлтæ) Псхациевых являются — Ахсаровы, Бадтиевы, Байматовы, Кантемировы, Сугаровы.
| Компания | Антропоним                   | Гаплогруппы        |
| -------- | ---------------------------- | ------------------ |
| Генотек  | Псхациев Руслан Владимирович | G2a1a1a1a1a1b # W6 |

## Известные носители
- Тамерлан Сандроевич Псхациев — главный врач Республиканского противотуберкулезного диспансера.

## Посемейные списки
1863
Аул Хумалак
9. Деи Псхацов
- сын его: Касполат
- братья его: Замболат, Бимболат, Камболат

| Село    | Инициалы (возраст)                              | Дети                                                                                          | Братья, сестры                           |
| ------- | ----------------------------------------------- | --------------------------------------------------------------------------------------------- | ---------------------------------------- |
| Зильги  | 30. Псхациев Джена Майриевич (23 года)          |                                                                                               | брат Михарбек (7)                        |
| Зильги  | 31. Псхациев Майли Парциевич (45 лет)           | сыновья: 1. Магометгирей (23) 2. Дзаби (20) 3. Сосланбек (14) 4. Джерихан (12) 5. Магомет (8) | брат Мисост (28)                         |
| Зильги  | 32. Псхациев Пси Парциевич (37 лет)             | сын Хусейн (3)                                                                                | брат Мурзабек (14)                       |
| Хумалаг | 234. Псхациев Бибо Детиевич (39 лет)            | - сыновья: Николай (6), Александр (4) - дочь Чабе (14)                                        |                                          |
| Хумалаг | 236. Псхациев Салангерей Дзамбулатович (16 лет) |                                                                                               | сестры: 1. Гасамахо (17) 2. Ханисят (10) |